# Tomsk
Tomsk (ruski: Томск) je grad i upravno središte Tomske oblasti. Grad se nalazi na rijeci Tom. Prema popisu stanovništva iz 2010. godine grad je imao 524.669 stanovnika.

## Povijest
Tomsk je osnovan 1604. godine kao naselje uz istoimenu tvrđavu. Godine 1782. postao je sjedištem Tomske oblasti, a 1804. godine sjedištem Tomske gubernije čije je sjedište bio sve do ukinuća gubernije 1925. godine. Nakon izgradnje Transsibirske željezničke pruge (1896.) u njegovoj neposrednoj blizini, razvio se u važnije gospodarsko i kulturno središte zapadnog Sibira. Za vrijeme ruskoga građanskog rata bio je do 1919. godine pod vlašću ruske kontrarevolucionarne vlade. Za vrijeme sovjetske uprave postao je jako industrijsko središte.

## Šport
- FK Tom Tomsk

## Poznate osobe
- Edison Vasiljevič Denisov, skladatelj
- Aleksandr Olegovič Kaun, košarkaš
- Grigorij Nikolajevič Potanin, geograf i etnograf
- Nikolaj Nikolajevič Rukavišnjikov, kozmonaut

## Gradski partneri
Gradski partneri Tomska su:
- Monroe, Michigan, Sjedinjene Američke Države
- Toledo, Ohio, Sjedinjene Američke Države
- Tbilisi, Gruzija
- Novorosijsk, Rusija
- Smolensk, Rusija
- Ulsan, Južna Koreja

## Vanjske poveznice
Vodič: Tomsk na Wikivoyageu
- Službena web stranica  Arhivirana inačica izvorne stranice od 28. studenoga 2020. (Wayback Machine)
- Tomsk Hrvatska enciklopedija
- Tomsk, Proleksis enciklopedija
- Томск, Enciklopedijski rječnik Brockhausa i Efrona
- Томск, Velika sovjetska enciklopedija
- ТОМСК  Arhivirana inačica izvorne stranice od 12. svibnja 2019. (Wayback Machine), Velika ruska enciklopedija